# Verband Deutscher Gebirgs- und Wandervereine

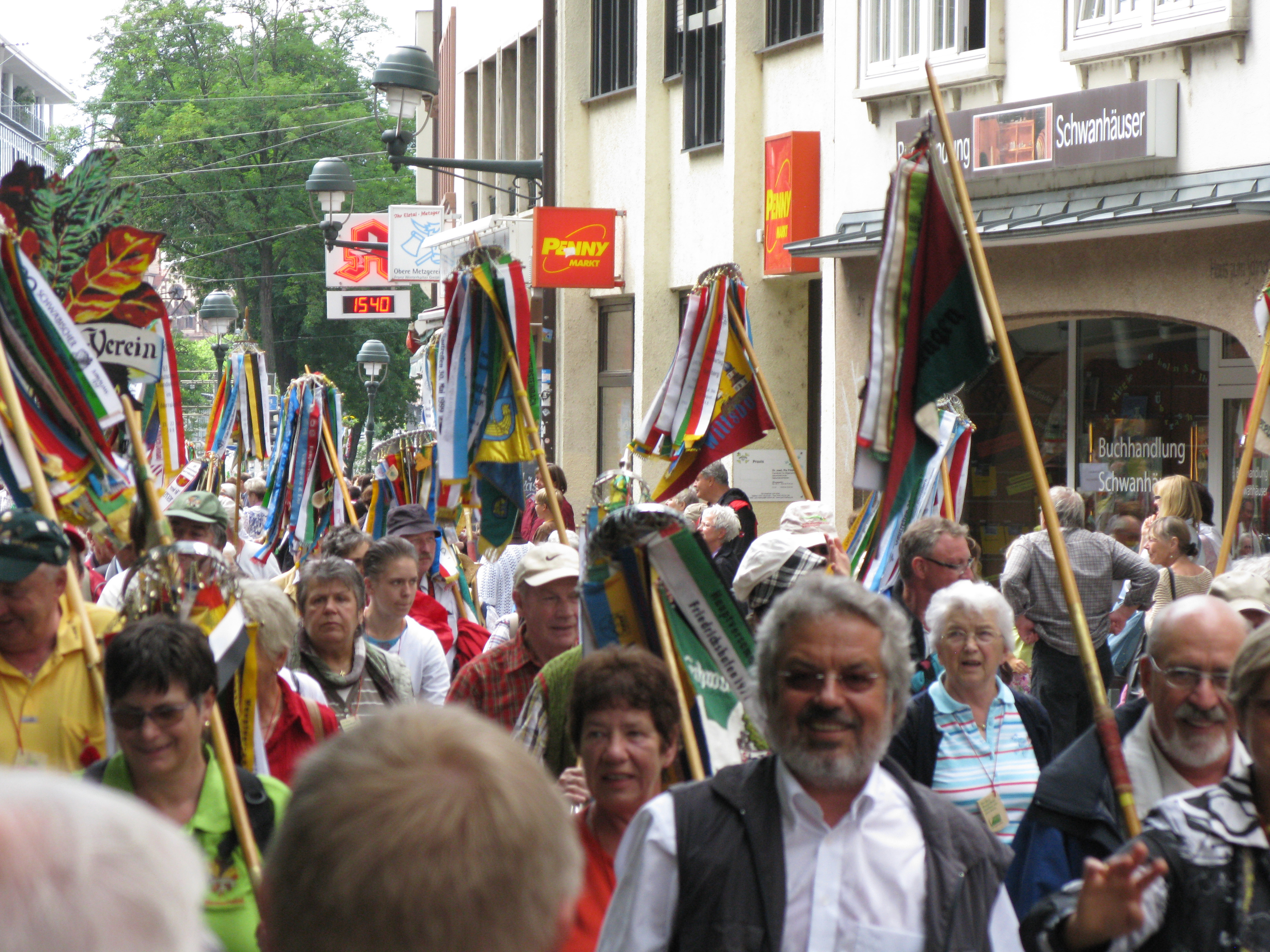
Festumzug beim Deutschen Wandertag 2010 in Freiburg

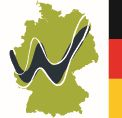
Logo Wanderbares Deutschland des Deutschen Wanderverbandes

Der Verband Deutscher Gebirgs- und Wandervereine e. V., kurz: Deutscher Wanderverband, mit Sitz in Stuttgart wurde als Dachverband aller deutschen Wandervereine 1883 in Fulda zunächst unter dem Namen Verband Deutscher Touristen-Vereine gegründet. Als offizielle Kurzbezeichnung gilt Deutscher Wanderverband. Die Geschäftsstelle befindet sich in Kassel.

## Struktur und Aktivitäten
Es gibt etwa 600.000 Mitglieder. Bundesweit verteilen sich die Mitglieder auf rund 70 regionale Wandervereine mit etwa 3100 Ortsgruppen. Kinder und jugendliche Mitglieder der regionalen Wandervereine werden von der Jugendorganisation des DWV, der Deutschen Wanderjugend (DWJ), vertreten.
Als Hauptveranstaltung des Verbandes wird seit 1912 alljährlich im Sommer der Deutsche Wandertag mit jeweils etwa 30.000 Teilnehmern abwechselnd in den verschiedenen deutschen Mittelgebirgen durchgeführt.
Ein Schwerpunkt der Verbandsarbeit ist in den letzten Jahren die Einrichtung von touristisch und kulturell besonders interessanten und umweltverträglichen Fernwanderwegen. Dazu wurde die Initiative Wanderbares Deutschland gegründet.
Der Verband ist Mitglied des Deutschen Naturschutzrings, des Deutschen Tourismusverbands und des Verbands Deutscher Naturparke.

## Geschichte
Nachdem ab 1862 in Deutschland und Österreich-Ungarn erste Gebirgs- und Wandervereine entstanden, bemühte sich Georg Haus vom 1868 gegründeten Taunusklub Stammklub seit 1879 um einen zentralen Touristen-Verband. Im Jahr 1882 kam es auf Initiative von Haus zur Einberufung eines Komitees. Dieser provisorische Zentral-Ausschuss erarbeitete einen Satzungs-Entwurf. Bei der konstituierenden Sitzung am 14. Mai 1883 in Fulda wurde der Verband Deutscher Touristenvereine, dem sich anfänglich 15 Wandervereine mit über 11.000 Mitgliedern anschlossen, mit Haus als erstem Vorsitzenden gegründet. 1884 wurde der Tourist als Verbandsorgan eingeführt. Bereits 1886 waren 22 Vereine mit 21.200 Mitgliedern im Verband organisiert.
Ein Schwerpunkt der Verbandsarbeit in der Anfangszeit war die Schaffung eines Unterkunftsnetzes für Wanderer und Jugendgruppen. Maßgeblich daran beteiligt waren im Verband ab 1900 Friedrich Hermann Löscher, Eugen Nägele, Richard Schirrmann und Wilhelm Münker. Im Jahr 1912 wurden bereits 727 Unterkunftshäuser für Jugendliche gezählt. Nach dem Ersten Weltkrieg ging aus dem Wanderverband auf Initiative von Wilhelm Münker und Richard Schirrmann das Deutsche Jugendherbergswerk hervor.
Im Jahr 1902 schlossen sich die deutschsprachigen Wandervereine aus Österreich-Ungarn dem Verband an. 1908 (dem Verband gehörten inzwischen 60 Vereine mit 160.000 Mitgliedern an) firmierte er in den Verband Deutscher Gebirgs- und Wandervereine um. 1921 war die Zahl der Mitgliedsvereine trotz der Gebietsverluste als Folge des Krieges auf fast 100 angewachsen. 1931 wurde die stilisierte Tanne zum heute noch gültigen Emblem des Verbandes gewählt.
Nach der Machtübernahme durch die Nationalsozialisten wurde auch die damals 259.000 Mitglieder zählende Organisation der Wanderer gleichgeschaltet. Der sogenannte Reichsführer der Wanderer, Ferdinand Werner, verfügte bereits im Juli 1933 den Ausschluss aller Juden und Marxisten aus den Mitgliedsvereinen. Als Vorsitzende der Untergliederungen durften nur noch NSDAP-Mitglieder fungieren, die Jugendgruppen waren in die Hitlerjugend bzw. den Bund Deutscher Mädel zu überführen. 1941 widersetzten sich die Delegierten in Würzburg einer Einheitssatzung zur Eingliederung in den Reichssportbund.
Nach dem Krieg entstanden bis 1948 in den Westzonen 36 Wandervereine. Die Wiedergründung des Verbands erfolgte im April 1950 in Königstein durch 32 Mitgliedsvereine, erster Nachkriegspräsident wurde Georg Fahrbach. 1951 wurde mit Fahrbach als Mitbegründer die Arbeitsgemeinschaft Deutscher Heimat-, Wander- und Naturschutzbünde gegründet. 1952 wurde in Bad Berneck mit der Deutschen Wanderjugend ein organisatorisch eigenständiger Jugendverband ins Leben gerufen. An der Gründung der Europäischen Wandervereinigung (EWV) im Jahr 1969, deren erster Präsident Georg Fahrbach wurde, hatte der deutsche Verband wesentlichen Anteil.
In der zweiten Hälfte der 1970er Jahre wurden Landesverbände gegründet. Seit 1976 ist der Deutsche Wanderverband anerkannte Naturschutzorganisation und nach § 29 Bundesnaturschutzgesetz bei Eingriffen in den Naturhaushalt zu Stellungnahmen berechtigt. 1976 übernahm Konrad Schubach nach dem plötzlichen Tod von Fahrbach den Verbandsvorsitz. Anlässlich des 100-jährigen Verbandsjubiläums übernahm Karl Carstens als Bundespräsident auf dem Deutschen Wandertag 1983 in Fulda die Schirmherrschaft und stiftete die Eichendorff-Plakette. Der Vorsitzende Schubach unterstützte ab 1989 vor allem die Reorganisation der ehemaligen Mitgliedsvereine aus dem Deutschen Verband für Wandern, Bergsteigen und Orientierungslauf, in dem die Wanderer in der DDR organisiert waren, und die Neugründung von Gebietsvereinen in Ostdeutschland. 1990 wurde in Arnsberg der erste gesamtdeutsche Wandertag durchgeführt und die ersten wiedergegründeten Wandervereine der neuen Bundesländer in den Verband aufgenommen. 1996 fand in Wernigerode der erste Deutsche Wandertag nach 60 Jahren auf ostdeutscher Seite statt.
2001 startete der Verband gemeinsam mit dem Deutschen Tourismusverband die Initiative Wanderbares Deutschland. 2002 wurde die erste Ausgabe der Verbandszeitschrift Wanderzeit veröffentlicht. 2004 wurde erstmals das Zertifikat Qualitätsweg Wanderbares Deutschland verliehen. Seit 2010 verleiht der Verband das Deutsche Wanderabzeichen.

## Vorsitzende/Präsidenten
Eine chronologische Übersicht über alle Präsidenten des Vereins seit Gründung.
| Amtszeit    | Präsident                     | Vorsitzender (1921–1944)  |
| ----------- | ----------------------------- | ------------------------- |
| 1883–1891   | Georg Haus                    | –                         |
| 1891–1894   | Adolf Dronke                  | –                         |
| 1894–1897   | Karl Friedrich Richard Wagner | –                         |
| 1897–1900   | Wilhelm Müller                | –                         |
| 1901–1905   | Julius Euting                 | –                         |
| 1906–1910   | Karl Wegener                  | –                         |
| 1911–1916   | Hermann Möckel                | –                         |
| 1916–1920   | Paul Gilbert                  | –                         |
| 1921–1930   | Rudolf Kissinger              | –                         |
| 1921–1933 1 | –                             | Friedrich Hermann Löscher |
| 1931–1933   | August Jaspert                | –                         |
| 1933–1944 1 | –                             | Wilhelm Götz              |
| 1933–1942   | Ferdinand Werner              | –                         |
| 1942–1945   | Heinrich Haake                | –                         |
| 1950–1975   | Georg Fahrbach                | –                         |
| 1976–1993   | Konrad Schubach               | –                         |
| 1993–2007   | Karl Schneider                | –                         |
| 2008–2024   | Hans-Ulrich Rauchfuß          | –                         |
| seit 2024   | Werner Mohr (komm.)           | –                         |